# Жан Нгуза Карл-І-Бонд
Жан Нгуза Карл-І-Бонд (4 серпня 1938 — 27 липня 2003) — заїрський політик, прем'єр-міністр 1980–1981 та 1991 років.

## Життєпис
Був представником народу лунда, племінником лідера Катанги Моїза Чомбе. Він швидко здіймався кар'єрними сходами, згодом домігшись симпатії з боку президента Мобуту Сесе Секо.
Отримав ступінь у галузі міжнародних відносин у Левенському католицькому університеті, після чого повернувся до Заїру, де очолював міністерство закордонних справ у 1972–1974 та 1976–1977 роках, а також очолював партію MPR, єдину легальну партію в країні. Вільно володів шістьома африканськими мовами, а також англійською, французькою, нідерландською та німецькою. Це сприяло зростанню політичного іміджу Заїру на міжнародній арені. Деякі фахівці розглядали його як імовірного наступника Мобуту на посту президента.
Утім, 1977 року з невідомих причин він втратив прихильність Мобуту, потрапивши до в'язниці за звинуваченням у державній зраді, після чого був засуджений до страти. Під час допитів Нгузу катували, зробивши інвалідом на все життя.
Тим не менше за рік, в результаті тиску з боку міжнародної спільноти, Нгуза отримав президентське помилування та знову був призначений на пост міністра закордонних справ 1979 року. 1980 року він очолив уряд.
1981 року, перебуваючи з офіційним візитом у Брюсселі, Нгуза попрохав про політичний притулок. За кордоном він намагався об'єднати конголезьку опозицію, давав свідчення проти режиму Мобуту перед Конгресом США. Тоді ж він повідомив деталі щодо викрадення та привласнення сотень мільйонів доларів президентом Заїру.
Він опублікував працю Mobutu ou l'Incarnation du Mal Zairois, яка критикувала режим Мобуту. Незважаючи на це, президент пробачив його, запросив повернутись на батьківщину та призначив на посаду посла у Вашингтоні (1986).
Після проголошення Третьої республіки та легалізації опозиційних партій 1990 року, Нгуза створив власну партію, Союз федералістів і незалежних республіканців. Згодом він замінив на посту глави уряду Етьєна Тшісекеді. Після цього спалахнули сутички між прибічниками двох політиків, що внесло ще більше хаосу в обстановку, яка складалась на той час у країні.
Після захоплення влади Лораном Кабілою в результаті першої конголезької війни Нгуза був змушений виїхати до Південної Африки.
Помер від серцевого нападу у клініці в Кіншасі, куди повернувся 2002 року.